# Hugo Pigeon
Hugo Pigeon (Aviñón, 15 de septiembre de 1996) es un deportista francés que compite en ciclismo de montaña en la disciplina de campo a través.
Ganó cinco medallas en el Campeonato Mundial de Ciclismo de Montaña entre los años 2014 y 2024, y una medalla de oro en el Campeonato Europeo de Ciclismo de Montaña de 2014.

## Medallero internacional
| Campeonato Mundial | Campeonato Mundial            | Campeonato Mundial | Campeonato Mundial         |
| Año                | Lugar                         | Medalla            | Competición                |
| ------------------ | ----------------------------- | ------------------ | -------------------------- |
| 2014               | Hafjell/Lillehammer (Noruega) | Medalla de oro     | Campo a través por relevos |
| 2021               | Val di Sole (Italia)          | Medalla de plata   | Campo a través (b. e.)     |
| 2022               | Les Gets (Francia)            | Medalla de plata   | Campo a través (b. e.)     |
| 2023               | Glasgow (Reino Unido)         | Medalla de plata   | Campo a través (b. e.)     |
| 2024               | Pal Arinsal (Andorra)         | Medalla de bronce  | Campo a través (b. e.)     |
| Campeonato Europeo |                               |                    |                            |
| Año                | Lugar                         | Medalla            | Competición                |
| 2014               | St. Wendel (Alemania)         | Medalla de oro     | Campo a través por relevos |